# Sélim el-Sayegh
Sélim el-Sayegh est un homme politique libanais, membre du parti Kataëb dirigé par l'ancien président de la république Amine Gemayel.

## Biographie
Docteur en droit, il enseigne dans plusieurs universités en France et au Liban. Il réintègre l'action politique au Liban en 2005 pendant la Révolution du Cèdre et devient second vice-président des Kataëb jusqu'en 2010. Il rejoint le gouvernement de Saad Hariri en novembre 2009 comme ministre des Affaires sociales.
Sélim el-Sayegh fait partie du conseil d'administration de l'American Graduate School in Paris. Il est président du Centre d'Analyse des Différends et leurs Modes de Solution - CADMOS-